# 山本浩未
山本 浩未（やまもと ひろみ、1964年 - ）は、広島県出身のヘア&メイクアップアーティスト。

## 経歴
広島県福山市生まれ。資生堂美容学校卒。資生堂ビューティークリエーション研究所を経て独立し、その後フリーのヘア&メイクアップアーティストとなる。所属事務所はプントリネア。

## TV
- 2007年3月「生活ほっとモーニング」（NHK）

## 著書
- 『山本浩未の「キレイになりたい!」Q&A 』（集英社）
- 『幸運体質のつくり方』（小学館）
- 『3分間ビューティー』（実業之日本社）
- 『メイクのからくり73』（学研）
- 『「美しい素肌」をつくる24時間』（三笠書房）
- 『メイクの真実』（主婦の友社）
- 『美人はこの一冊で始まる 基本のメイク』（角川・エス・エ）